# Gemeinde Medvode

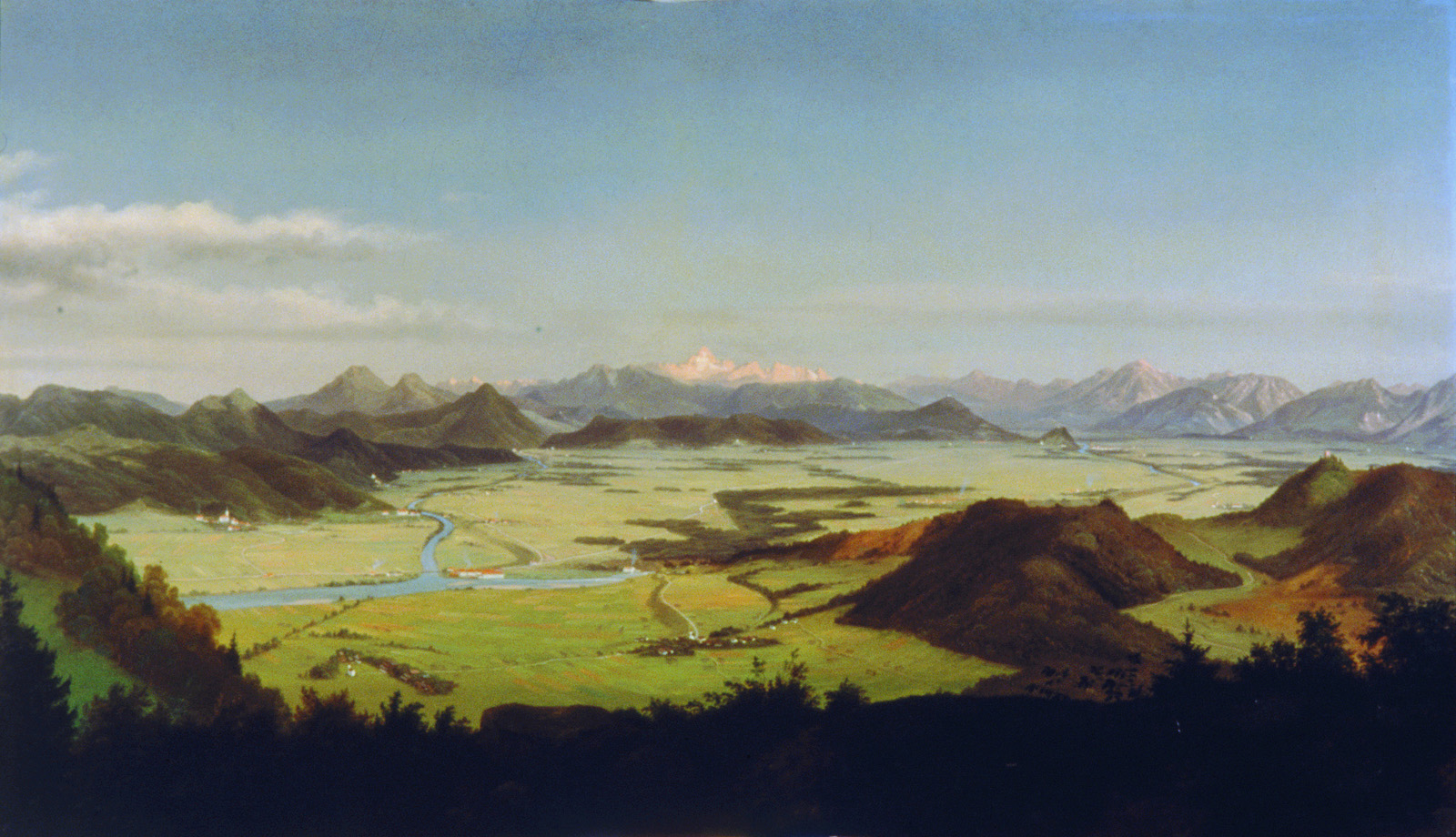
Ebene von Medvode spätestens 1871 (Markus Pernhart)

Die Gemeinde Medvode (slowenisch: Občina Medvode) ist eine Gemeinde in der historischen Landschaft Oberkrain (statistische Region Osrednjeslovenska) in Slowenien. Hauptort ist die Stadt Medvode.

## Lage
Die Gemeinde Medvode liegt an der Mündung des Flusses Sora in die Save an einem schmalen Durchbruch zwischen dem Berg Šmarna Gora (Großkahlenberg) und dem Hügelland von Polhov Gradec (Polhograjsko hribovje). Sie befindet sich zwischen der südöstlich gelegenen Stadtgemeinde Ljubljana und dem nordwestlich gelegenen Kranj, die beide etwa 12 km entfernt sind.

## Ortschaften und Siedlungen der Gemeinde
Die Gemeinde umfasst 31 Ortschaften und Siedlungen. Die deutschen Exonyme in den Klammern stammen aus der Mitte des 19. Jahrhunderts und werden heutzutage nicht mehr verwendet.
| - Belo (Billim) - Brezovica pri Medvodah (Wresowiz) - Dol - Dragočajna (Dragotschein) - Golo Brdo (Golowerdu) - Goričane (Görtschach) - Hraše (Hrasche) - Ladja (Ladia) - Medvode (Zwischenwässern) - Moše (Mosche) - Osolnik - Rakovnik (Rakounik) | - Seničica (Snitschiza) - Setnica1 - Smlednik (Flödnig) - Sora (Zaier) - Spodnja Senica (Unterseniza) - Spodnje Pirniče (Unterpirnitsch) - Studenčice (Studentschitsch) - Tehovec (Techouz) - Topol pri Medvodah | - Trnovec (Ternouz) - Valburga (Sankt Walburga) - Vaše (Wasche) - Verje - Vikrče (Wikertsche) - Zavrh pod Šmarno Goro (Sawerch) - Zbilje (Swile) - Zgornja Senica (Oberseniza) - Zgornje Pirniče (Oberpirnitsch) - Žlebe (Schlebe) |

1 Setnica gehört nur teilweise zur Gemeinde Medvode, die Gemeinde Dobrova-Polhov Gradec umfasst einen weiteren Teil.

## Nachbargemeinden
| Kranj       | Šenčur                                      |           |
| Škofja Loka | Kompassrose, die auf Nachbargemeinden zeigt | Vodice    |
|             | Dobrova-Polhov Gradec                       | Ljubljana |

## Sehenswürdigkeiten
Zu den beliebtesten Ausflugsziele im Raum Ljubljana zählt der Stausee Zbiljsko jezero.

## Persönlichkeiten
- Jakob Aljaž (1845–1927), Priester und Komponist
- Eduard Holnthaner (* 1944), Jazzmusiker
- Hana Mazi Jamnik (2002–2022), Skilangläuferin